# Прядь о Торарине Дерзком
«Прядь о Торарине Дерзком» — произведение исландской средневековой литературы, текст которого сохранился в составе одной из редакций «Саги о Людях со Светлого озера» (при этом последние главы утрачены). Исследователи полагают, что прядь была записана примерно в середине XIII века. Речь в ней идёт о событиях, описанных в «Саге о Названых Братьях», но изложение основывается на преданиях Островного фьорда, в связи с чем на переднем плане оказываются не Тормод сын Бреси и Торгейр сын Хавара, а их противники, местные герои.
Действие пряди начинается в 1024 году. Центральный персонаж, Торарин Дерзкий, — бонд из Островного фьорда. Со своими людьми он нападает на Торгейра сына Хавара, незадолго до того объявленного вне закона, и убивает его благодаря численному превосходству. Торарин отрубает голову Торгейра и засаливает её, а на следующее лето показывает всем на альтинге. Король Норвегии Олав Святой, в дружине которого служил когда-то Торгейр, передаёт исландскому хёвдингу Эйольву сыну Гудмунда восемь марок весового серебра и просьбу убить Торарина. Тот соглашается. В конце сохранившегося текста пряди Торарин ссорится со своим рабом Грейпом, «большим и сильным». По-видимому, в дальнейшем именно Грейп убивает его (либо затеяв ссору по приказу Гудмунда, либо уже после ссоры согласившись стать наёмным убийцей).